# Parque de Castelar
El parque de Castelar es un parque urbano de España que se encuentra en pleno centro de la ciudad Badajoz (Extremadura), en el espacio del antiguo olivar y huertas del convento de Santo Domingo. Se inauguró en diciembre de 1903 y su aspecto actual se debe a una reforma que se llevó a cabo en 1941 bajo la dirección de Juan Nogre Rauch, tras un vendaval que arrasó gran parte del jardín.

## Descripción

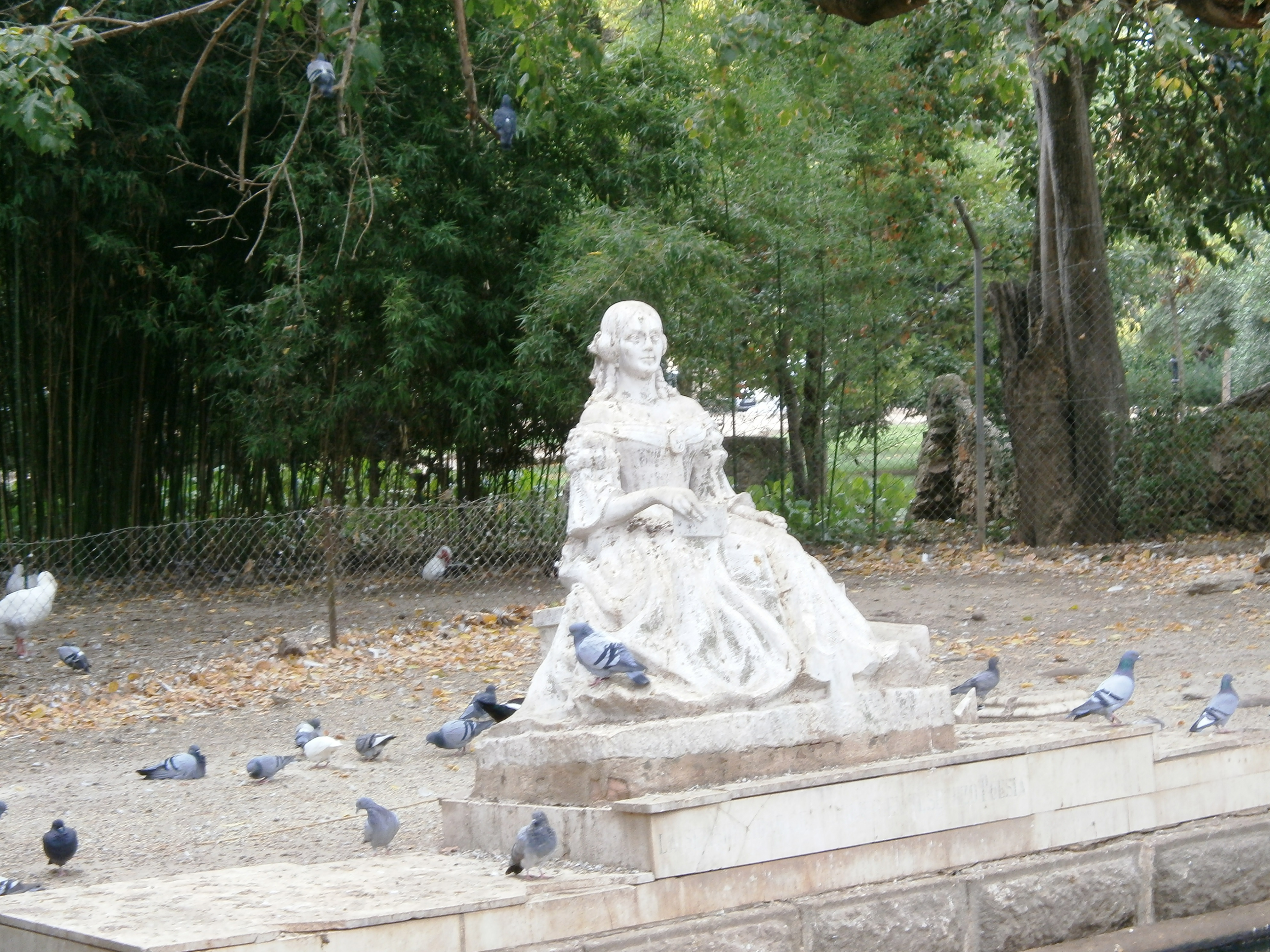
Monumento a Carolina Coronado

Sus altas palmeras, del tipo Washingtonia robusta, le dan un aire tropical y cálido donde el visitante puede además divisar el estanque de la parte central, en el cual viven patos y palomas. En la zona central de dicho estanque se puede ver una estatua de la escritora romanticista Carolina Coronado, nacida en la ciudad de Almendralejo, y que vivió en Badajoz.
A lo largo del parque es frecuente ver a los pavos reales paseando en total libertad.
La zona cuenta además con otro parque similar, justo al otro lado de la avenida, denominado parque infantil, asentado bajo uno de los baluartes de la muralla de estilo Vauban que circundaba la ciudad.
Aunque el parque de Castelar se mantuvo descuidado durante muchos años, durante el mandato del alcalde Miguel Ángel Celdrán Matute (1996-2015), se llevó a cabo su rehabilitación para el uso cotidiano de los habitantes de la barriada; convirtiéndose así en un lugar de encuentro de ferias y exposiciones, ocio y tiempo libre.